# Syndicat des chômeurs en Irak
Le Syndicat des chômeurs en Irak (en arabe : اتحاد العاطلين عن العمل في العراق, ʾittiḥād al-ʿāṭilīn ʿan al-ʿamal fī al-ʿīrāq) (en anglais The Union of the Unemployed in Iraq  ou UUI) est une organisation de chômeurs fondée en 2003 à Bagdad à la suite de l'occupation de l'Irak par les forces armées occidentales. Son secrétaire général est Qasim Hadi, un syndicaliste irakien.

## Création et premières actions
Créé rapidement après l'entrée des troupes coalisées en Irak, par une vingtaine de chômeurs, le Syndicat des chômeurs en Irak est présidé par Qasim Hadi, ancien ouvrier spécialisé du textile et militant communiste-ouvrier clandestin sous le régime de Saddam Hussein. Il tient son nom d'une organisation similaire fondée au Kurdistan d'Irak en 1991, dont d'anciens cadres aidèrent au développement du nouveau syndicat.
La première revendication du syndicat est « du boulot ou 100 $ pour tous et toutes ». À partir du 29 juillet 2003, un sit-in de plus d'un mois est organisé devant le bureau de l'administrateur civil Paul Bremer. Qasim Hadi, et d'autres militants sont arrêtés à deux reprises pour « violation du couvre-feu », puis relâchés à la suite d'une campagne internationale de soutien. L'architecte Issam Shukkri, qui est anglophone, est chargé de la négociation avec l'autorité provisoire, à laquelle il soumet les bordereaux des 150 000 adhésions au syndicat. Le 12 août 2003, les troupes américaines tentent une nouvelle dispersion à la baïonnette, sans succès. La grève assise prend fin au bout de 45 jours, le 13 septembre 2003,,,. D'autres arrestations auront lieu lors des manifestations de ce syndicat.
Fin 2003, le Syndicat des chômeurs prend part à la création de la Fédération des comités et syndicats de travailleurs d'Irak, dont le congrès de création se déroule dans le locaux du syndicat à Bagdad. Il se dote également d'un réseau de représentants à l'étranger, actif au Canada, au Danemark, en Grande-Bretagne, en Italie et en Turquie.
Le syndicat revendique rapidement jusqu'à 300 000 adhérents,. Cependant, la répression entraîne une baisse sensible des effectifs dès l'année 2004. Le syndicat propose de nouvelles revendications, notamment des exonérations de taxes et d'impôts pour les chômeurs. À partir de mai 2004, il met en place un réseau d'aide médicale gratuite, appuyé par 250 médecins et 16 pharmacies. À Kirkouk, il entreprend la construction d'un centre médical, avec services d'urgences et maternité, aidé par l'ONG canadienne VAST. En novembre 2004, l'organisation internationale du travail, à la suite de la répression que subit le syndicat des chômeurs, demande au gouvernement d'interim d'autoriser ce syndicat et d'accorder le libre choix de syndicats aux irakiens.

## Branches locales
À Bagdad, le Syndicat des chômeurs occupe les anciens locaux du syndicat officiel dans le quartier de Bab_Al-Sharqi, dans le centre de la capitale. Il ouvre en outre des sections locales à Kirkuk, Mossul, Nassiriyah, Bassorah, Muqdayah, Ramadi, Hilla, Kut et Samaw. À Bassorah, le local est ouvert en commun avec l’Union des familles sans-toit.

## Répression
À Nassiriyah, le 3 janvier 2004, au cours d'une manifestation appelée par le Syndicat des chômeurs, quatre manifestants sont tués par le groupe islamiste Al-initfadah al-sha’baaniah. Le 10 janvier 2004, à Al-Amarah, les troupes irakiennes sous commandement britannique font six morts et onze blessés, dans une autre manifestation.Le 19 mai 2004, Nabil Nadim, webmestre du Syndicat des chômeurs, meurt dans un accident de voiture provoqué par un affrontement entre l'armée américaine et la résistance.

## Qasim Hadi, fondateur du syndicat
Technicien en machines agricoles, puis ouvrier dans la confection textile, Qasim Hadi a participé à plusieurs grèves durement réprimée par le régime de Saddam Hussein. En 1991, il adhère à la Ligue pour l'émancipation de la classe ouvrière, une organisation communiste clandestine, issue du Parti communiste irakien. Il organise de nombreuses grèves, notamment celles de l'usine Noura à Kerbala en 1994, une entreprise liée à l'armée ; malgré le caractère illégal de la grève, le ministère de la défense est amené à négocier avec les grévistes et à céder à leurs revendications, du fait du caractère stratégique de la production. Puis, en 1998, il prend part à l'organisation de la grève à l'usine Badr. Il organise également les ouvriers des carrières de gypse. Ses activités lui valent un total de quarante neuf arrestations successives.
Cible du gouvernement d'occupation, Qasim Hadi est arrêté à trois reprises en 2003 pour son activité syndicale, bien qu'une loi ait récemment accordé le droit théorique à la liberté d'association. Le 29 juillet, il est arrêté avec d'autres membres de son syndicat par les forces militaires des États-Unis devant le quartier général de l'Autorité provisoire de la coalition alors qu'ils demandent du travail ou une indemnité de chômage pour les millions de chômeurs ; le 11 novembre et à nouveau le 23 novembre, il est détenu quelques jours durant par les forces armées américaines. Le syndicat et ses manifestations ont été la cible également d'attaques des partis islamistes, ce qui suggère une collusion entre les forces occupantes et les groupes politico-religieux,,,,,.
Durant les six années qui suivent, Qasim Hadi organise manifestation après manifestation si bien que le syndicat des chômeurs devient une épine dans le pied d'abord de l'occupant américain puis des administrations iraquiennes qui lui succèdent. Le syndicat s'est constitué un réseau de solidarité en Europe, en Australie et au Canada. Il publie un journal en arabe intitulé Al-Majalis Al-Ummalyia et un autre en anglais dénommé The Voice of Iraqi Workers,.
En 2011, il estime le nombre de chômeurs en Irak à plus de 10 millions de personnes, soit près des deux tiers de la population active. Il déclare que le niveau de chômage, 8 ans après le début de l'occupation américaine, est toujours très élevé dans son pays, à un niveau qui ne serait pas pensable aux États-Unis.